# Ban Zhao
Ban Zhao (en chino, 班昭; Wade-Giles, Pan Chao; pinyin, Bān Zhāo; Anling; 49-Shaanxi, 120) fue una escritora, historiadora e intelectual china conocida por su nombre de cortesía Huiban (惠班) o Venerable Dama Cao (曹大家).

## Biografía
Era hija del famoso historiador Ban Biao y la hermana pequeña del general Ban Chao y el historiador Ban Gu, autor del hoy en día conocido como Libro de Han. También era sobrina nieta de la notable erudita y poetisa la Consorte Ban. A los catorce años se casó con un residente local llamado Cao Shishu, y fue llamada a la corte donde sería conocida como Venerable Dama Cao (曹大家). Su marido, con quien tendría un hijo, murió cuando ella aún era joven y nunca volvería a casarse. Dedicó su vida a la erudición.
En el año 113, con el nombramiento de su hijo Cao Cheng como oficial en la comandancia de Cenliu, Ban Zhao lo acompañó y escribió el relato de su viaje, el Dong Zheng Fu, texto que se ha conservado. Tras la muerte de Ban Zhao su nuera, nacida Ding, recopiló sus obras en tres volúmenes, Obras completas de Ban Zhao, pero la mayoría de ellas no se han conservado.
Ban Zhao fue maestra de la emperatriz Deng Sui y de miembros de la corte en la biblioteca real, lo que le dio gran influencia política. La emperatriz y las concubinas la llamaban “la mujer de talento” y la emperatriz la nombró dama de compañía, requiriendo a menudo sus consejos y opiniones. Como bibliotecaria en la corte, Ban Zhao supervisaba las labores editoriales de los asistentes y entrenaba a otros estudiosos. Dentro de esta capacidad, reorganizó y aumentó el libro Biografías de mujeres eminentes de Liy Xiang. Es posible que también supervisara la copia de manuscritos en tablillas de bambú y seda al nuevo material recientemente inventado, el papel.

## Obra

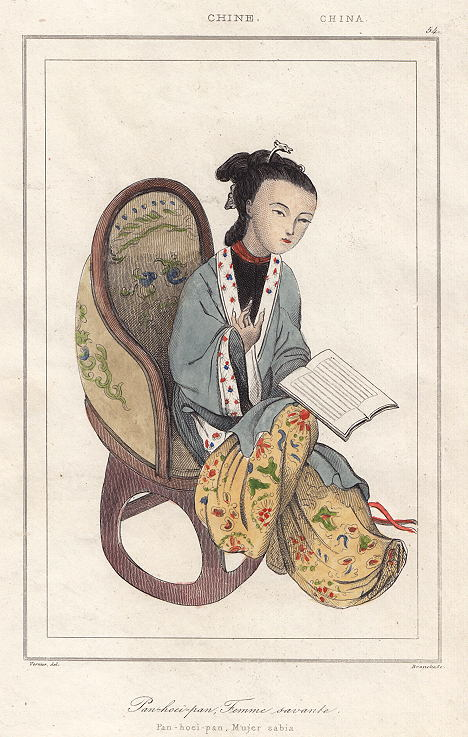
Retrato de Ban Zhao, grabado de 1847.

Completó el trabajo de Ban Gu sobre la historia de la dinastía Han occidental, el Hanshu, (el Libro de Han) agregando la genealogía de la madre del emperador e información que no se anotaba por lo general. Contribuyó a la divulgación de la historia, haciendo del Hanshu una obra más completa.
También escribió Lecciones femeninas, una obra influyente sobre la conducta de las mujeres. Este libro con sentido moral confuciano recomendaba a las mujeres ser lo más respetuosas posible con sus maridos con el propósito de mantener la armonía familiar, un concepto muy apreciado en la antigua China. El libro también hace hincapié en la necesidad de una buena educación para las mujeres dentro de una estructura patriarcal, en la que la mujer es sirvienta del hombre. Este tratado sobre la educación de la mujer fue dedicado a las hijas en la familia de Ban Zhao pero inmediatamente circuló por la corte y se convirtió en una guía popular para la conducta de la mujer en China durante siglos.
Una teoría moderna dice que el libro era una guía para enseñar a las mujeres a evitar escándalos en la juventud y poder llegar a disfrutar del Morgengabe, es decir, para que llegaran a ser unas poderosas viudas en su edad madura.
También se interesó por la astronomía y las matemáticas. Escribió poemas, textos conmemorativos, argumentaciones, comentarios, ensayos y varias obras extensas, aunque no todas se conservan.